# 郭彬
郭 彬（グァク・ピン、韓国語：곽빈、1999年5月28日 - ）は、大韓民国のソウル特別市出身のプロ野球選手（投手）。右投右打。

## 経歴

### アマチュア時代
高校時代は投手と内野手を兼任し、3年生の時点で150km/hの剛速球を投げて1次指名候補に浮上した。試合序盤は4番打者で、後半は抑えに出てチームの勝利を導いた。当時は直球の他に変化球としてスライダー、チェンジアップ、カーブを持っており、決め球はほぼ速球だけに依存した。
第72回青龍旗全国高校野球選手権大会で投手及び一塁手として出場してチームを青龍旗初優勝に導き、大会最優秀選手賞を受賞した。

### 斗山時代
2018年の新人ドラフトで即戦力を期待された斗山ベアーズに1次指名され入団した。
入団後すぐにスプリングキャンプで150km/hの剛速球を投げたことが評価され、開幕エントリーに含まれた。3月24日の三星ライオンズ戦でリリーフ登板してデビュー初試合を行い、0.1イニング無失点を記録すると、28日にはロッテ・ジャイアンツ戦で0.2イニング無失点で救援勝利を収めた。同年の最終成績は32試合に登板して3勝1敗、1セーブ4ホールド、平均自責点7点台。
2019年と2020年は負傷とそのリハビリの影響で一軍出場がなかった。
2021年からは先発ローテに定着した。2023 ワールド・ベースボール・クラシック韓国代表に選出され、2023年9月には1年順延された2022年杭州アジア競技大会の野球韓国代表に選出された。同大会で韓国は優勝し、兵役免除の恩典を得た。
2024年は元兌仁ともにリーグ最多勝投手（15勝）となった。

## プレースタイル・人物
ストレートの最高球速は155km/hを記録する、正統派右腕投手である。
変化球はスライダー、カーブ、チェンジアップ、スプリットの順に使う。元々はチェンジアップの代わりにスプリットを第3球種として使用したが、2022年シーズン後半からはスプリットの割合を大幅に下げ、チェンジアップの使用比率を高めた。
先発ローテーションに定着した2021年は、98.2イニングを投げて96個の奪三振に対して91個の四死球を許しており、制球難の面もある。

## 詳細情報

### 年度別投手成績
| 年 度     | 球 団     | 登 板 | 先 発 | 完 投 | 完 封 | 無 四 球 | 勝 利 | 敗 戦 | セ 丨 ブ | ホ 丨 ル ド | 勝 率 | 打 者 | 投 球 回 | 被 安 打 | 被 本 塁 打 | 与 四 球 | 敬 遠 | 与 死 球 | 奪 三 振 | 暴 投 | ボ 丨 ク | 失 点 | 自 責 点 | 防 御 率 | W H I P |
| --------- | --------- | ----- | ----- | ----- | ----- | -------- | ----- | ----- | -------- | ----------- | ----- | ----- | -------- | -------- | ----------- | -------- | ----- | -------- | -------- | ----- | -------- | ----- | -------- | -------- | ------- |
| 2018      | 斗山      | 32    | 0     | 0     | 0     | 0        | 3     | 1     | 1        | 4           | .750  | 154   | 31.0     | 44       | 6           | 17       | 0     | 3        | 26       | 0     | 0        | 26    | 26       | 7.55     | 1.97    |
| 2021      | 斗山      | 21    | 21    | 0     | 0     | 0        | 4     | 7     | 0        | 0           | .364  | 455   | 98.2     | 78       | 7           | 79       | 0     | 12       | 96       | 6     | 1        | 50    | 45       | 4.10     | 1.59    |
| 2022      | 斗山      | 27    | 27    | 0     | 0     | 0        | 8     | 9     | 0        | 0           | .471  | 645   | 147.2    | 143      | 13          | 60       | 1     | 11       | 138      | 9     | 1        | 69    | 62       | 3.78     | 1.37    |
| 2023      | 斗山      | 23    | 23    | 0     | 0     | 0        | 12    | 7     | 0        | 0           | .632  | 526   | 127.1    | 96       | 7           | 58       | 0     | 5        | 106      | 4     | 1        | 44    | 41       | 2.90     | 1.21    |
| 2024      | 斗山      | 30    | 30    | 0     | 0     | 0        | 15    | 9     | 0        | 0           | .625  | 716   | 167.2    | 142      | 11          | 76       | 0     | 6        | 154      | 11    | 1        | 83    | 79       | 4.24     | 1.30    |
| 通算：5年 | 通算：5年 | 133   | 101   | 0     | 0     | 0        | 42    | 33    | 1        | 4           | .560  | 2496  | 572.1    | 503      | 44          | 290      | 1     | 37       | 520      | 30    | 4        | 272   | 253      | 3.98     | 1.39    |

- 2024年度シーズン終了時、太字はリーグ最多

### WBCでの投手成績
| 年 度 | 代 表 | 登 板 | 先 発 | 勝 利 | 敗 戦 | セ ｜ ブ | 打 者 | 投 球 回 | 被 安 打 | 被 本 塁 打 | 与 四 球 | 敬 遠 | 与 死 球 | 奪 三 振 | 暴 投 | ボ ｜ ク | 失 点 | 自 責 点 | 防 御 率 |
| ----- | ----- | ----- | ----- | ----- | ----- | -------- | ----- | -------- | -------- | ----------- | -------- | ----- | -------- | -------- | ----- | -------- | ----- | -------- | -------- |
| 2023  | 韓国  | 2     | 0     | 0     | 0     | 0        | 10    | 2.0      | 4        | 0           | 0        | 0     | 0        | 3        | 0     | 0        | 3     | 3        | 13.50    |

### 背番号
- 20 （2018年 - 2020年）
- 47 （2021年 - )

### 代表歴
- 2023 ワールド・ベースボール・クラシック韓国代表
- 2022年アジア競技大会における野球競技韓国代表
- 2023 アジア プロ野球チャンピオンシップ 韓国代表